# Ben Browder
Robert Benedic Browder (11. prosinec 1962, Memphis, Tennessee) je americký herec.

## Životopis
Narodil se v Tennessee, vyrůstal v Severní Karolíně. Je ženatý s Francescou Buller, se kterou má syna a dceru.
Hrál vedlejší roli Sama Brodyho v seriálu Správná pětka, pak hrál v roli Johna Crichtona v seriálu Farscape. Jeho asi nejznámější rolí se pak stal plukovník Cameron Mitchell, velitel SG-1, v seriálu Hvězdná brána v jeho deváté a desáté řadě a v navazujících filmech.

## Filmografie
| Rok       | Film/seriál                                       | Role                       | Poznámky          |
| --------- | ------------------------------------------------- | -------------------------- | ----------------- |
| 1978      | Duncan's World                                    | Gates                      |                   |
| 1990      | Memphiská kráska                                  | Rookie Captain             |                   |
| 1991      | Daughters of Privilege                            | Randy                      |                   |
| 1991      | Polibek před smrtí                                | Tommy Roussell             |                   |
| 1992      | The Boys of Twilight                              | Tyler Clare                |                   |
| 1992      | Danielle Steelová: Hollywoodská tajemství         | Bill Warwick               |                   |
| 1993      | Grace v jednom kole                               | Eric                       | 1 epizoda         |
| 1994      | Melrose Place                                     | Adam Travell               | 1 epizoda         |
| 1994      | Thunder Alley                                     | Marcus                     | 1 epizoda         |
| 1994      | To je vražda, napsala                             | Ollie Rudman               | 1 epizoda         |
| 1995      | Big Dreams & Broken Hearts: The Dottie West Story | Al Winters                 |                   |
| 1996      | Cizinci                                           | Eric King                  | 1 epizoda         |
| 1996      | Nevinné oběti                                     | Gary Eastburn              |                   |
| 1996-1997 | Správná pětka                                     | Sam Brody                  | 10 epizod         |
| 1997      | Nevada                                            | Shelby                     |                   |
| 1997      | Rychlá kola                                       | D. J. Tucker               |                   |
| 1997      | Prohnilá do morku kostí                           | Brent Rohrbach             |                   |
| 1998      | The Sky's on Fire                                 | závodník                   |                   |
| 1998      | Boogie Boy                                        | Freddy                     |                   |
| 1999-2003 | Farscape                                          | John Crichton              | 88 epizod         |
| 2003      | Kriminálka Miami                                  | Danny Maxwell              | 1 epizoda         |
| 2004      | Přítel vrahem                                     | Sam Moss                   |                   |
| 2004      | Farscape: Mírová operace                          | John Crichton              |                   |
| 2005      | Justice League Unlimited                          | Bat Lash                   | 1 epizoda, dabing |
| 2005-2007 | Hvězdná brána                                     | plukovník Cameron Mitchell | 40 epizod         |
| 2008      | Hvězdná brána: Archa pravdy                       | plukovník Cameron Mitchell |                   |
| 2008      | Hvězdná brána: Návrat                             | plukovník Cameron Mitchell |                   |
| 2010      | Chuck                                             |                            | 1 epizoda         |
| 2010      | Bad Kids Go to Hell                               | Max                        |                   |
| 2010      | Pán času                                          | Isaac                      | 1 epizoda         |
| 2013      | Arrow                                             | Ted Gaynor                 | 1 epizoda         |